# Orthopsyche touna
Orthopsyche touna là một loài Trichoptera trong họ Hydropsychidae. Chúng phân bố ở miền Australasia.